# Castelo de Montoire

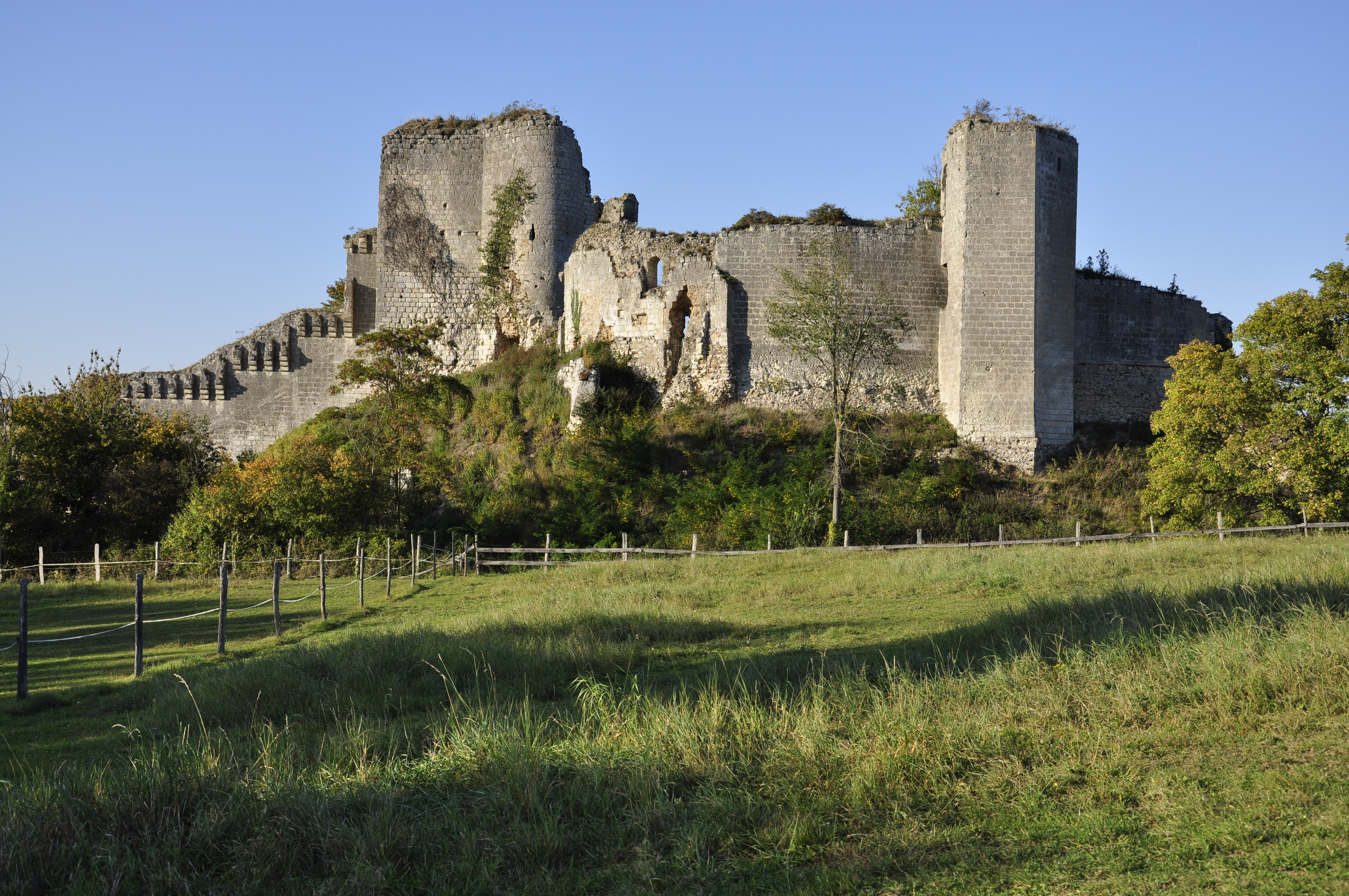
Ruínas do Château de Montoire

O Château de Montoire é um castelo em ruínas na comuna de -Montoire-sur le-Loir, no departamento Loir-et-Cher, na França.
A construção começou no século XI; houve outras obras de construção nos séculos XII, XIII e XIV.
O castelo é propriedade da comuna e está aberto ao público. Está classificado desde 1862 como monumento histórico pelo Ministério da Cultura da França.